# High Aim 6
High Aim 6 var ett spökskepp som hittades drivande i vattnen utanför Australien år 2003. Skeppet lämnade Liuchiuhamnen i Taiwan den 31 oktober 2002. Dess ägare, Tsai Huang Shueh-er, talade senast med kaptenen i december 2002. Skeppet blev funnet utan besättning 8 januari 2003. Vad som hände efter sista anropet är ännu okänt. Fartyget var registrerat i Taiwan och seglade under indonesisk flagg.

## Första upptäckt

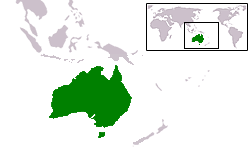
Skeppet återfanns i vattnen öster om Australien (här markerat med grön färg).

Fartyget hittades drivande i lugna vatten ungefär 80 sjömil öster om Rowley Shoals i Australiens ekonomiska zon. Besättningen var försvunnen. Det fanns ingen uppenbar anledning till övergivandet; det fanns inga tecken på sjönöd, och besättningens personliga tillhörigheter fanns kvar. The High Aim 6 hade gott om bränsle och livsmedel. Inte heller fanns det någon indikation på att det skulle ha varit bråk ombord. De inledande misstankarna om att skeppet skulle ha haft illegala immigranter ombord avfärdades när innehållet i lasten visade sig vara rutten fisk. Skeppet var rustat för långrevsfiske.
Fem dagar innan skeppet bordades, då det iakttogs för första gången, var dess motor fortfarande i gång. När det sedan bordades var motorn död och rodret låst vilket fick skeppet att driva i en riktning.
The High Aim 6 bogserades till Broome där det genomfördes en brottsplatsundersökning. Trots en sökning på 13 500 kilometer hittades aldrig några spår av besättningen.

## Skeppets slutliga öde
I cirka ett år lämnades High Aim 6 på Broomes sandstrand och blev en populär turistattraktion. Ortsborna hade hoppats att det skulle bogseras ut till havs och bli torpederat för att användas som dykvrak. I oktober 2004 blev dock skeppet nedrustat och fraktat till en lokal soptipp.